# Vatroslav Kuliš
Vatroslav Kuliš (Vidoši, BiH, 7. ožujka 1951.) je hrvatski slikar i grafičar.

## Životopis

### Mladost i obrazovanje
Vatroslav Kuliš rođen je u Vidošima kraj Livna. Zagrebačku Školu primijenjene umjetnosti završio je 1971. godine. Diplomirao je slikarstvo na Akademiji likovnih umjetnosti Sveučilišta u Zagrebu 1976. godine u klasi profesora Šime Perića. Usavršavao se na studijskim putovanjima u Parizu (Cite Internationale des Arts),  Münchenu, New Yorku i Melbourneu.

### Stvaralaštvo
Od godine 1978. do 2002. radio je u Leksikografskom zavodu "Miroslav Krleža" kao likovni urednik Opće enciklopedije i Hrvatskog biografskog leksikona. Uz slikarstvo, bavi se grafičkim dizajnom, scenografijom i mozaikom. Slika apstraktne kompozicije, ali i portrete i sakralne kompozicije.
Kulišev opus može se podijeliti na nekoliko ciklusa: Rani radovi (1978–1991), Valovi (1990–1993), Slike-kolaži / Objekti kolaži (1991–1994), Kornati (1996–2001), Voodoo Gutenberg (1996–2001), Kuti (1996–1998), Metamorfoze mora (1999–2002), Nizovi (2000–2001), Riffovi (2002–2006), Herbarium pictorium (2006–2007).
Izlagao je na više desetaka samostalnih i skupnih izložbi, a radovi mu se nalaze u raznim muzejima, galerijama i privatnim zbirkama u Hrvatskoj i svijetu. 
Sa Slobodanom Novakom autorom je knjige Triptih o moru: o radosti, zaboravu i o strahu (Školska knjiga, Zagreb, 2014.)

## Nagrade i priznanja
- 1997.: Red Danice hrvatske s likom Marka Marulića[1]
- 2000.: Nagrada Vladimir Nazor[1]
- 2003.: Nagrada Galerije Forum[1]
- 2015.: Nagrada grada Metkovića za životno djelo[6]

## Vanjske poveznice
Mrežna mjesta
- www.vatroslavkulis.hr, osobna stranica Vatroslava Kuliša